# Championnats d'Europe de VTT 2018
Navigation
2017 2019
Les championnats d'Europe de VTT 2018 ont lieu entre le 7 avril et le 7 août 2018, dans différents lieux en Europe. Ils sont organisés par l'Union européenne de cyclisme (UEC).

## Lieux des championnats
Les championnats ont lieu dans les villes suivantes :
- Lousã : 7 avril (descente)
- Spilimbergo : 22 avril (cross-country marathon)
- Vielha : 30 juin (cross-country ultra marathon)
- Moudon : 20-21 juillet (trial)
- Graz-Stattegg : 26-29 juillet (cross-country eliminator, cross-country espoirs et juniors, relais par équipes mixte)
- Glasgow : 7 août (cross-country élites) dans le cadre des Championnats sportifs européens 2018
- Schéveningue : 9 décembre (beachrace)

## Résultats

### Cross-country

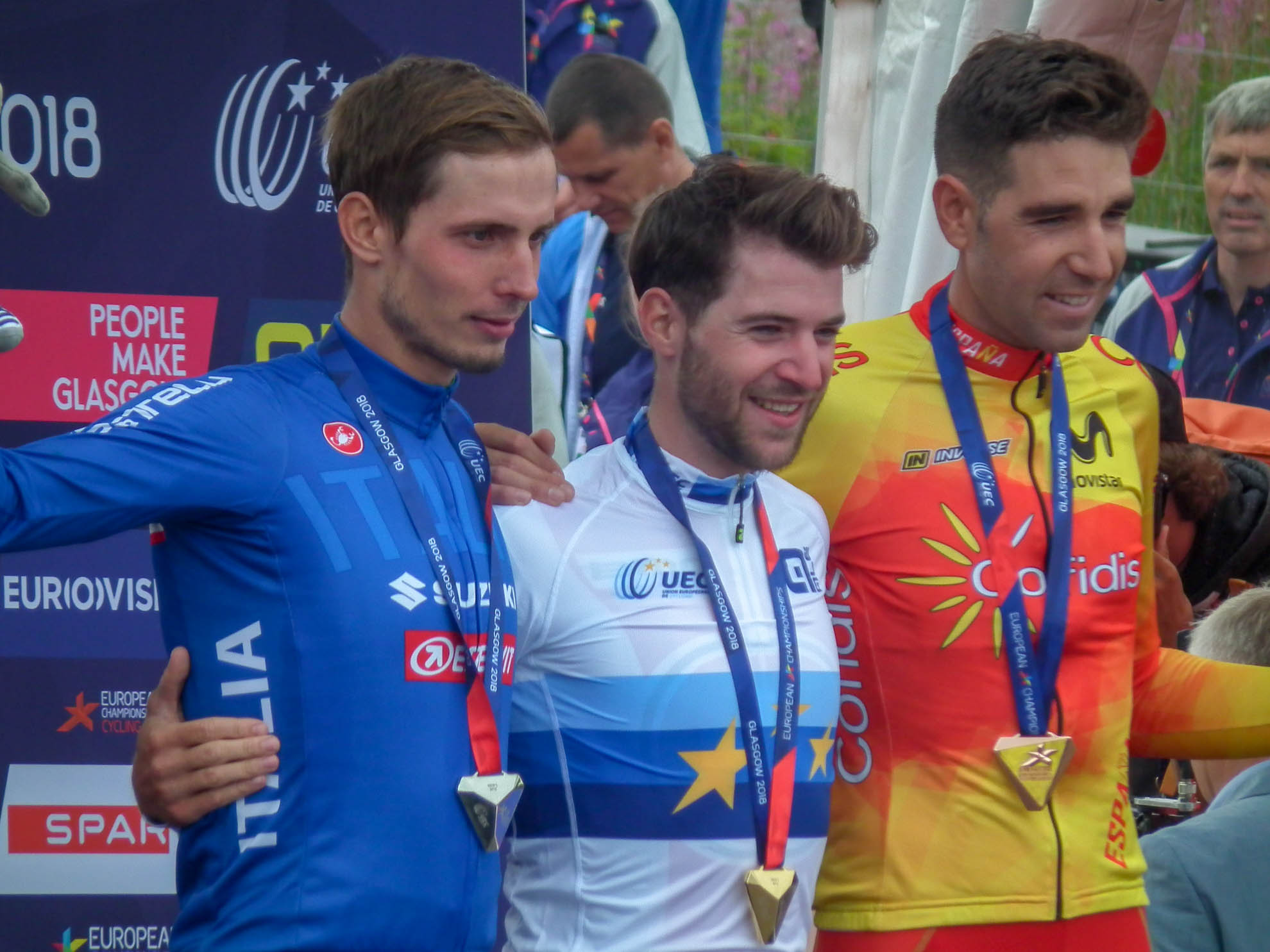
Podium du cross-country masculin élite.

| Épreuves                | Or                                                                          | Argent                                                                        | Bronze                                                                                |
| ----------------------- | --------------------------------------------------------------------------- | ----------------------------------------------------------------------------- | ------------------------------------------------------------------------------------- |
| Hommes                  | Lars Forster                                                                | Luca Braidot                                                                  | David Valero                                                                          |
| Hommes moins de 23 ans  | Joshua Dubau                                                                | Filippo Colombo                                                               | Milan Vader                                                                           |
| Hommes juniors          | Alexandre Balmer                                                            | Simone Avondetto                                                              | Leon Kaiser                                                                           |
| Femmes,                 | Jolanda Neff                                                                | Pauline Ferrand-Prévot                                                        | Githa Michiels                                                                        |
| Femmes,                 | 1 h 31 min 29 s                                                             | + 2 min 04 s                                                                  | + 3 min 27 s                                                                          |
| Femmes moins de 23 ans, | Sina Frei                                                                   | Marika Tovo                                                                   | Rocío García                                                                          |
| Femmes juniors          | Laura Stigger                                                               | Harriet Harnden                                                               | Tereza Sásková                                                                        |
| Relais mixte            | Italie Luca Braidot Marika Tovo Filippo Fontana Chiara Teocchi Juri Zanotti | Suisse Joris Ryf Alexandre Balmer Alessandra Keller Sina Frei Filippo Colombo | Danemark Jonas Lindberg Alexander Andersen Simon Andreassen Caroline Bohé Malene Degn |

### Cross-country eliminator
| Épreuves | Or                    | Argent          | Bronze           |
| -------- | --------------------- | --------------- | ---------------- |
| Hommes   | Titouan Perrin-Ganier | Lorenzo Serres  | Simon Rogier     |
| Femmes   | Iryna Popova          | Coline Clauzure | Barbora Průdková |

### Cross-country marathon
| Épreuves | Or                     | Argent            | Bronze              |
| -------- | ---------------------- | ----------------- | ------------------- |
| Hommes   | Alexey Medvedev        | Samuele Porro     | Fabian Rabensteiner |
| Femmes   | Gunn-Rita Dahle Flesjå | Maja Włoszczowska | Ariane Lüthi        |

### Cross-country ultra marathon
| Épreuves | Or                     | Argent                  | Bronze               |
| -------- | ---------------------- | ----------------------- | -------------------- |
| Hommes   | Joseba Albizu          | Alberto Fernández Sainz | Guillem Cassu Cantin |
| Femmes   | Clara Fernández Chafer | Ramona Gabriel Batalla  | Sandra Jordà Pascó   |

### Descente
| Épreuves       | Or               | Argent           | Bronze                   |
| -------------- | ---------------- | ---------------- | ------------------------ |
| Hommes         | Francisco Pardal | Benoît Coulanges | Johannes Von Klebelsberg |
| Hommes juniors | Tiago Ladeira    | Mika Hopp        | Stefano Introzzi         |
| Femmes         | Monika Hrastnik  | Morgane Charre   | Nastasia Gimenez         |
| Femmes juniors | Nastasia Gimenez | Valentina Höll   | Lelia Tasso              |

### Trial
| Épreuves                  | Or                 | Argent            | Bronze             |
| ------------------------- | ------------------ | ----------------- | ------------------ |
| Hommes 26 pouces          | Jack Carthy        | Nicolas Vallée    | Pol Tarres         |
| Hommes 20 pouces          | Ion Areitio        | Thomas Pechhacker | Dominik Oswald     |
| Femmes                    | Nina Reichenbach   | Manon Basseville  | Alba Hidalgo       |
| Hommes, juniors 26 pouces | Oliver Widmann     | Nathan Charra     | Romain Lassance    |
| Hommes, juniors 20 pouces | Alejandro Montalvo | Noah Sandritter   | Martí Arán Calonja |

### Beachrace
| Épreuves | Or                   | Argent          | Bronze       |
| -------- | -------------------- | --------------- | ------------ |
| Hommes   | Lars Boom            | Mike Teunissen  | Bram Imming  |
| Femmes   | Pauliena Rooijakkers | Riejanne Markus | Rozanne Slik |